# The Gospel (logiciel)
Pour les articles homonymes, voir Gospel (homonymie).
The Gospel, ou Évangile, est un logiciel de ciblage « à la chaîne » par intelligence artificielle, une plateforme de création de cibles. Il est développé par l'armée israélienne. Il utilise un algorithme pour traiter les données de surveillance et générer des listes de cibles
. Cet algorithme est considéré comme une « fabrique de données » qui augmente considérablement le nombre de cibles potentielles pour des frappes militaires dans le territoire palestinien.
The Gospel a vocation de détruire des infrastructures civiles dans la bande de Gaza et « identifie quatre catégories de cibles non humaines : les cibles militaires, y compris les cibles souterraines telles que les tunnels, les maisons familiales des militants présumés et les « power targets », qui sont des structures civiles attaquées dans le but déclaré, selon des analystes du renseignement actuels et anciens cités dans les médias, de « créer un choc » qui « amènera les civils à faire pression sur le Hamas ».
Ce logiciel est associé par Tsahal à Lavender et Where’s Daddy pour recommander automatiquement et cibler par intelligence artificielle des résidences privées où vivent des personnes soupçonnées d'être des militants présumés du Hamas et du Jihad islamique palestinien qui sont alors désignés pour des assassinats ciblés, par des frappes aériennes lors du conflit. 
Lavender permet de marquer des cibles humaines tandis que The Gospel désigne pour Tsahal les bâtiments et structures,.